# Lužec nad Cidlinou
Lužec nad Cidlinou är en ort i Tjeckien. Den ligger i den centrala delen av landet, 70 km öster om huvudstaden Prag. Lužec nad Cidlinou ligger 231 meter över havet och antalet invånare är 484.
Terrängen runt Lužec nad Cidlinou är platt. Runt Lužec nad Cidlinou är det ganska tätbefolkat, med 139 invånare per kvadratkilometer. Närmaste större samhälle är Nový Bydžov, 6,4 km nordost om Lužec nad Cidlinou. Omgivningarna runt Lužec nad Cidlinou är en mosaik av jordbruksmark och naturlig växtlighet.